# Stadio Z'dežele
Lo Stadio Z'dežele (fino al 2017 Arena Petrol) è uno stadio calcistico sito a Celje in Slovenia. Vi gioca le gare casalinghe il NK Celje, inoltre è sede della maggior parte degli incontri interni della Nazionale slovena.
Lo Stadio Z'dežele è il più moderno tra gli impianti dedicati al calcio in Slovenia. Lo stadio è stato inaugurato il 12 settembre 2003; all'epoca era disponibile solo una tribuna da 3.600 spettatori. Due nuove tribune sono state aggiunte nei due anni seguenti ampliando la capienza dello stadio a 10.085 spettatori. Un recente ampliamento con la costruzione di una nuova tribuna ha portato la capienza a circa 13.400 posti. Le dimensioni del rettangolo verde sono 105 × 68 m, e il terreno è ricoperto da erba naturale riscaldata. Lo stadio è dotato di un impianto di illuminazione da 1.400 lux.
La Nazionale slovena ha giocato qui regolarmente le proprie partite interne fino al 2008, oggi molte di esse si disputano a Lubiana o presso il Ljudski vrt di Maribor.
Fino al luglio 2017 l'impianto era conosciuto col nome di Arena Petrol.